# Olievelden van Abadan
In het begin van de 20e eeuw werd er in de buurt van de Iraanse stad Abadan aardolie gevonden.

## Ontdekking
In 1901 verkreeg de Britse-Australische investeerder William Knox D'Arcy van de Iraanse shah een concessie om in een groot deel van het rijk naar olie te zoeken. Het duurde zeven jaar voor de eerste olie werd aangeboord bij Masjedsoleiman en er bleek een gigantisch olieveld te liggen. In 1909 werd het Britse bedrijf Anglo-Persian Oil Company opgericht om de olievondst commercieel te exploiteren. In Abadan werd een raffinaderij gebouwd en de olie werd via een ruim 200 kilometer lange pijplijn naar deze raffinaderij vervoerd. Het eerste deel van de raffinaderij werd operationeel in 1912 met een capaciteit van 2500 vaten per dag. In maart 1912 werd de eerste olieproducten geëxporteerd via de oliehaven Mahshahr. In 1938 was de raffinaderij 's werelds grootste.

## De olievelden van Abadan en de Tweede Wereldoorlog
Tijdens de Tweede Wereldoorlog waren de geallieerde land-, zee- en luchtcomponenten uit het Midden-Oosten, Indische Oceaan en Indië volledig afhankelijk van de olie uit Abadan. Het was voor de geallieerden van strategisch belang dat het Duitse leger de Perzische olievelden niet zou bereiken. Het verlies van de Abadan olietoevoer kon niet worden opgevangen wegens het tekort aan Amerikaanse tankers en de continue aanvallen van Duitse duikboten op de geallieerde scheepskonvooien. Als uiteindelijk gevolg voorzag de chef van de Britse Imperiale Generale Staf (CIGS), Alan Brooke dat Egypte zou worden verloren en het bevel in de Indische Oceaan en de campagnes in Birma serieus worden bedreigd.
De geallieerden waren voor het behoud van de Abadan olievelden echter volledig afhankelijk van de weerstand die de Russen zouden bieden in de Kaukasus, het zuiden van de Sovjet-Unie. Alan Brooke meldde in zijn oorlogsdagboek tijdens een vlucht over de Kaukasus op 13 augustus 1942 dat de Russische antitank verdedigingslinies half afgewerkt waren en slecht werden opgesteld. De deur naar de Zuidelijke aanvoerroutes stonden voor het Duitse leger wagenwijd open. 
Historici meldden later dat het voor de geallieerden een geluk bleek te zijn dat Hitler zich concentreerde op de inname van Stalingrad en Moskou in plaats van zijn volledige strijdmacht te richtten op de slechte verdedigde linies in het Kaukasusgebied. Bij de Slag om Stalingrad werd General-oberst Friedrich Paulus met 250.000 andere Duitsers ingesloten. Deze nederlaag was het kantelpunt aan het oostfront waarbij de Duitsers het initiatief verloren en bijgevolg de olievelden van Abadan nooit zou bereiken.

## Referentie
- (en)  War Diaries 1939-1945. Field Marshall Alan Brooke, ISBN 1-84212-526-5